# Cyrtonus almeriensis
Cyrtonus almeriensis is een keversoort uit de familie bladkevers (Chrysomelidae). De wetenschappelijke naam van de soort werd in 1935 gepubliceerd door Antonio Cobos Sánchez.